# Eumenes improvisus
Eumenes improvisus är en stekelart som beskrevs av Giordani Soika 1975. Eumenes improvisus ingår i släktet krukmakargetingar, och familjen Eumenidae. Inga underarter finns listade i Catalogue of Life.